# Hachee
Hachee é um ensopado tradicional dos Países Baixos feito à base de  carne vermelha ou branca e legumes cortados em cubos.
A receita de hachee é feita a partir de carne, cebola, farinha, caldo e algum tipo de ácido (geralmente vinagre ou vinho). O caldo espesso é temperado com diferentes especiarias, como pimenta, cravo e folha de louro.
Frequentemente, o hachee é servido acompanhado de repolho roxo, maçã ou molho de maçã e batatas, com arroz ou com hutspot.

## Origem
O nome hachee vem do francês hacher, que significa "cortar". Os primeiros do consumo de hachee aparecem em descrições de bufês medievais, embora os métodos de preparação e os ingredientes utilizados não sejam mencionados com frequência.
As receitas completas de hachee mais antigas estão descritas no livro de receitas De Nieuwe, Welervarene Utrechtsche Keuken-meidmeid, que data de 1769. No livro, duas receitas de hachee (sob o nome haché) são descritas; uma é feita de frango e a outra de sardinha ou anchova. Os temperos incluem casca de limão, pimenta do reino e sal.